# Antoniterordenen
Antoniterordenen havde sin oprindelse i et broderskab som virkede med sygepleje og opstod i slutningen af 1000-tallet i Frankrig. Ordenen havde Antonius den Hellige som skytshelgen. Formålet var at pleje dem, der blev ramt af den såkaldte antoniusild (ergotisme), der var en følge af meldrøje-forgiftning.

## Historie
I 1200-tallet spredtes antoniterordenen over Europa, ikke mindst som reaktion på den sorte døds hærgen.
Senere i 1200-tallet antog man Skt. Augustins Regel, men ordenen regnes alligevel til tiggerordnerne.
Antoniterordenen havde dog flere lighedstræk med johanniterordenen, som den i 1700-tallet opgik i.

## Antoniterklostre i Norden i middelalderen
- Ramundeboda konvent, Närke, etableret i slutningen af 1400-tallet
- Mårkær Kloster
- Klostret i Præstø